# Венденское воеводство
Венденское воеводство (пол. Województwo wendeńskie) — воеводство Речи Посполитой, созданное на территории распавшегося Ливонского Ордена в Восточной Прибалтике.
Венденское воеводство было организовано в 1598 году королём Речи Посполитой Сигизмундом III Вазой после преобразований одного из трёх президентств, созданных после окончания Ливонской войны по условиям Ям-Запольского перемирия с Русским государством в 1582 году. Центр воеводства — город Венден (ныне латвийский город Цесис). После 1621 года Венденское воеводство фактически прекратило своё существование и вошло в состав Швеции, одержавшей победу в войнах с Речью Посполитой. Окончательно воеводство было ликвидировано после заключения Оливского мира в 1660 году.

## Воеводы и каштеляны венденские
Воеводы:
- 1598—1602 — Георг (Ежи) Фаренсбах (1551—1602)
- 1602—1606 — Мацей Дембинский
- 1609—1620 — Кшиштоф Слушка (ум. 1620)
- 1620—1622 — Теодор Денгоф (?—1622)
- 1627—1641 — Иоахим Тарновский
- 1641—1643 — Томаш Сапега
- 1643—1659 — Николай Корф
- 1659—1660 — Александр Морштын

Каштеляны:
- 1599—1605 — Ежи Шонкинг (1554—1605)
- 1621—1634 — Готхард Ян Тизенгауз
- 1634—1643 — Николай Корф
- 1643—1647 — Николай Глямбоцкий (?—1647)
- 1647—1680 — Генрик Кашовский